# Okręg wyborczy nr 46 do Senatu Rzeczypospolitej Polskiej
Okręg wyborczy nr 46 do Senatu Rzeczypospolitej Polskiej obejmuje obszar powiatów makowskiego, ostrołęckiego, ostrowskiego, pułtuskiego i wyszkowskiego oraz miasta na prawach powiatu Ostrołęki (województwo mazowieckie). Wybierany jest w nim 1 senator na zasadzie większości względnej.
Utworzony został w 2011 na podstawie Kodeksu wyborczego. Po raz pierwszy zorganizowano w nim wybory 9 października 2011. Wcześniej obszar okręgu nr 46 należał do okręgu nr 17.
Siedzibą okręgowej komisji wyborczej są Siedlce.

## Reprezentant okręgu
| Rok  | Rok  | Senator        | Komitet wyborczy       |
| ---- | ---- | -------------- | ---------------------- |
|      | 2011 | Robert Mamątow | Prawo i Sprawiedliwość |
| 2015 |      | Robert Mamątow | Prawo i Sprawiedliwość |
| 2019 |      | Robert Mamątow | Prawo i Sprawiedliwość |
| 2023 |      | Robert Mamątow | Prawo i Sprawiedliwość |

## Wyniki wyborów
Symbolem „●” oznaczono senatora ubiegającego się o reelekcję.

### Wybory parlamentarne 2011
| Kandydat                                                                                      | Kandydat              | Komitet wyborczy             | Głosów | Głosów | Głosów |
| Kandydat                                                                                      | Kandydat              | Komitet wyborczy             | Liczba | %      | +/–    |
| --------------------------------------------------------------------------------------------- | --------------------- | ---------------------------- | ------ | ------ | ------ |
|                                                                                               | Robert Mamątow        | Prawo i Sprawiedliwość       | 42 603 | 32,21  | –      |
|                                                                                               | Stanisław Jastrzębski | Polskie Stronnictwo Ludowe   | 28 747 | 21,74  | –      |
|                                                                                               | Adam Mróz             | Platforma Obywatelska RP     | 28 229 | 21,34  | –      |
|                                                                                               | Adam Koseski          | Sojusz Lewicy Demokratycznej | 14 568 | 11,01  | –      |
|                                                                                               | Gabriel Janowski      | Przymierze dla Polski        | 13 809 | 10,44  | –      |
|                                                                                               | Janusz Geryk          | KWW Janusza Geryka           | 4305   | 3,25   | –      |
| Frekwencja: 44,53% Liczba głosów ważnych: 132 261 (96,43%) Źródło: Państwowa Komisja Wyborcza |                       |                              |        |        |        |

### Wybory parlamentarne 2015
| Kandydat                                                                                      | Kandydat             | Komitet wyborczy                      | Głosów | Głosów | Głosów |
| Kandydat                                                                                      | Kandydat             | Komitet wyborczy                      | Liczba | %      | +/–    |
| --------------------------------------------------------------------------------------------- | -------------------- | ------------------------------------- | ------ | ------ | ------ |
|                                                                                               | Robert Mamątow ●     | Prawo i Sprawiedliwość                | 75 514 | 54,58  | +20,37 |
|                                                                                               | Bartłomiej Bodio     | Polskie Stronnictwo Ludowe            | 35 490 | 25,65  | +3,91  |
|                                                                                               | Jerzy Strzelecki     | KWW Obywatele do Parlamentu           | 18 107 | 13,09  | –      |
|                                                                                               | Przemysław Kołodziej | KWW „Czartoryski” Zjednoczona Prawica | 9252   | 6,69   | –      |
| Frekwencja: 47,42% Liczba głosów ważnych: 138 363 (94,74%) Źródło: Państwowa Komisja Wyborcza |                      |                                       |        |        |        |

### Wybory parlamentarne 2019
| Kandydat                                                                                      | Kandydat         | Komitet wyborczy           | Głosów  | Głosów | Głosów |
| Kandydat                                                                                      | Kandydat         | Komitet wyborczy           | Liczba  | %      | +/–    |
| --------------------------------------------------------------------------------------------- | ---------------- | -------------------------- | ------- | ------ | ------ |
|                                                                                               | Robert Mamątow ● | Prawo i Sprawiedliwość     | 104 694 | 61,53  | +6,95  |
|                                                                                               | Tadeusz Nalewajk | Polskie Stronnictwo Ludowe | 65 445  | 38,47  | +12,82 |
| Frekwencja: 57,81% Liczba głosów ważnych: 170 139 (97,01%) Źródło: Państwowa Komisja Wyborcza |                  |                            |         |        |        |

### Wybory parlamentarne 2023
| Kandydat                                                                                      | Kandydat             | Komitet wyborczy                                                           | Głosów | Głosów | Głosów |
| Kandydat                                                                                      | Kandydat             | Komitet wyborczy                                                           | Liczba | %      | +/–    |
| --------------------------------------------------------------------------------------------- | -------------------- | -------------------------------------------------------------------------- | ------ | ------ | ------ |
|                                                                                               | Robert Mamątow ●     | Prawo i Sprawiedliwość                                                     | 89 104 | 43,09  | –18,44 |
|                                                                                               | Grzegorz Nowosielski | KKW Trzecia Droga Polska 2050 Szymona Hołowni – Polskie Stronnictwo Ludowe | 59 033 | 28,55  | –9,92  |
|                                                                                               | Mirosław Augustyniak | KWW Mirosława Augustyniaka Kandydata na Senatora Rzeczpospolitej Polskiej  | 30 389 | 14,70  | –      |
|                                                                                               | Adam Kasjaniuk       | Konfederacja Wolność i Niepodległość                                       | 18 117 | 8,76   | –      |
|                                                                                               | Bogusław Rogalski    | Zjednoczenie Chrześcijańskich Rodzin                                       | 6007   | 2,91   | –      |
|                                                                                               | Zbigniew Dąbrowski   | Zjednoczeni                                                                | 4113   | 1,99   | –      |
| Frekwencja: 71,98% Liczba głosów ważnych: 206 763 (97,94%) Źródło: Państwowa Komisja Wyborcza |                      |                                                                            |        |        |        |